# Marvin Biegert
Marvin Biegert (geb. 26. September 1996 in München) ist ein deutscher American-Football-Spieler auf der Position des Center in der Offensive Line. Mit den Schwäbisch Hall Unicorns gewann er 2022 die deutsche Meisterschaft. Aktuell spielt er für die Munich Ravens in der European League of Football.

## Karriere
Biegert begann das Footballspielen mit 15 Jahren in der Jugend der Erding Bulls. Er wurde 2013 bis 2015 in die Bayerische Jugendauswahl Bavarian Warriors berufen, mit denen er 2013 das Jugendländerturnier gewann.
Ab 2016 spielte er für die Ingolstadt Dukes, mit denen er in die German Football League aufstieg. 2018 erhielt Biegert ein Stipendium an der Lindenwood University Belleville. Er spielte für das Footballteam Lindenwood Lynx und studierte Sportmanagement.
2020 wurde Biegert von den Schwäbisch Hall Unicorns verpflichtet. Mit den Unicorns gewann er 2021 und 2022 die Central European Football League und 2022 den German Bowl.
Die neu gegründeten Munich Ravens in der European League of Football verpflichteten Biegert für die Saison 2023. Er startete in allen zwölf Saisonspielen als Center der Ravens. Für die Saison 2024 wurde er von den Ravens verlängert.